# Ross (Dakota del Norte)
Ross es una ciudad ubicada en el condado de Mountrail en el estado estadounidense de Dakota del Norte. En el censo de 2010 tenía una población de 97 habitantes y una densidad poblacional de 131,87 personas por km².

## Geografía
Ross se encuentra ubicada en las coordenadas 48°18′46″N 102°32′37″O / 48.31278, -102.54361. Según la Oficina del Censo de los Estados Unidos, Ross tiene una superficie total de 0.74 km², de la cual 0.74 km² corresponden a tierra firme y (0%) 0 km² es agua.

## Demografía
Según el censo de 2010, había 97 personas residiendo en Ross. La densidad de población era de 131,87 hab./km². De los 97 habitantes, Ross estaba compuesto por el 94.85% blancos, el 0% eran afroamericanos, el 4.12% eran amerindios, el 0% eran asiáticos, el 0% eran isleños del Pacífico, el 0% eran de otras razas y el 1.03% pertenecían a dos o más razas. Del total de la población el 2.06% eran hispanos o latinos de cualquier raza.